# نیروی زمینی جمهوری کره
نیروی زمینی جمهوری کره (کره‌ای: 대한민국 육군) یا ارتش کره جنوبی نیروی زمینی زیرمجموعه نیروهای مسلح جمهوری کره است، که در سال ۱۹۴۸ تأسیس شد.
ارتش کره جنوبی، مسئول جنگ‌های زمینی است. این ارتش با ۳۶۵۰۰۰ عضو تا سال ۲۰۲۲، بزرگ‌ترین شاخه نظامی نیروهای مسلح جمهوری کره است. این تعداد از طریق خدمت سربازی اجباری تأمین می‌شود: همه مردان سالم کره جنوبی باید خدمت سربازی (۱۸ ماه برای ارتش، پلیس کمکی و تفنگداران دریایی، ۲۰ ماه برای نیروی دریایی و آتش‌نشانان وظیفه، ۲۱ ماه برای نیروی هوایی و خدمات اجتماعی و ۳۶ ماه برای خدمات جایگزین) را بین سنین ۱۸ تا ۳۵ سال انجام دهند.

## تاریخچه
ارتش جمهوری کره ریشه در اصلاحات گوانگمو دارد، زمانی که پیولگیگون توسط امپراتور گوجونگ در سال ۱۸۸۱ در دوران امپراتوری کره تأسیس شد.
اول اکتبر هر سال در کره جنوبی به عنوان روز نیروهای مسلح جشن گرفته می‌شود. این روز در طول جنگ کره، روزی را گرامی می‌دارد که لشکر سوم پیاده‌نظام ارتش جمهوری کره برای اولین بار از مدار ۳۸ درجه عبور کرد و بدین ترتیب ائتلاف سازمان ملل را برای اولین بار به خاک کره شمالی رهبری کرد.
گارد امنیت ملی کره جنوبی که با نام نیروی انتظامی کره نیز شناخته می‌شود، هسته اصلی ارتش جمهوری کره بود. این سازمان در دوره اوسامجیک از سال ۱۹۴۵ تا ۱۹۴۸ ایجاد شد. گارد امنیت ملی در ابتدا یک واحد ذخیره پلیس ملی بود. علاوه بر این، برخی از سربازان سابق ارتش امپراتوری مانچوکو نیز در این نیرو مشارکت داشتند. نیروی دفاع ملی در ۱۵ ژانویه ۱۹۴۶ تأسیس شد و جایگزین نیروی پلیس رهبری ایالات متحده از سال ۱۹۴۵ شد.
شروع جنگ کره، نیروهای کره جنوبی را در شرایط عدم آمادگی قرار داد و سازمان ملل متحد را ملزم به مداخله با نیروهای تحت رهبری ایالات متحده کرد. ارتش کره جنوبی در طول جنگ کره به سرعت توسعه یافت و متحمل تلفات و از دست دادن تجهیزات زیادی شد. همان‌طور که شوروی، کره شمالی را مسلح کرده بود، ایالات متحده در طول جنگ کره، ارتش کره جنوبی را مسلح کرد و آموزش داد.
ارتش جمهوری کره به گونه‌ای ساختار یافته است که هم در مناطق کوهستانی بومی شبه جزیره کره (۷۰٪ کوهستانی) و هم در کره شمالی با نیروی زمینی ارتش خلق کره ۹۵۰۰۰۰ نفری خود فعالیت کند، که دو سوم آن به‌طور دائم در خط مقدم نزدیک منطقه غیرنظامی مستقر هستند. دولت فعلی طی دو دهه آینده برنامه‌ای را برای طراحی یک وسیله دفاع شخصی کاملاً داخلی آغاز کرده است که به موجب آن کره جنوبی قادر خواهد بود به‌طور کامل با حمله کره شمالی مقابله کند.
نیروی زمینی کره جنوبی قبلاً به سه ارتش تقسیم شده بود: ارتش اول، ارتش سوم و فرماندهی عملیاتی دوم، که هر کدام ستاد، سپاه و لشکرهای خاص خود را داشتند. ارتش سوم مسئول دفاع از پایتخت و همچنین بخش غربی منطقه غیرنظامی بود. ارتش اول مسئول دفاع از بخش شرقی منطقه غیرنظامی بود، در حالی که فرماندهی عملیاتی دوم، عقبه را تشکیل می‌داد.
طبق یک طرح بازسازی با هدف کاهش افزونگی، ارتش دوم کره جنوبی در سال ۲۰۰۷ به فرماندهی عملیاتی دوم تبدیل شد و ارتش‌های اول و سوم کره جنوبی در سال ۲۰۱۹ به‌عنوان فرماندهی عملیات زمینی ادغام شدند.